# 吳祥木
吳祥木（1942年2月6日—2012年9月16日），台灣棒球選手與棒球教練，曾任俊國熊隊和興農牛隊總教練。擔任中華成棒隊總教練期間，曾帶領中華成棒隊在1984年洛杉磯奧運棒球表演賽中拿到銅牌。而在2012年9月16日下午病逝台南成大醫院，享年70。
2016年，入選第三屆台灣棒球名人堂競技類。 

## 經歷
- 台南市立師院實小
- 台南市立進學國小
- 台南市市立中學初中部
- 台南市私立南英商工青棒隊
- 台灣省立體專教師先修班
- 台電棒球隊(高雄市)
- 陸軍棒球隊
- 台北十信棒球隊
- 南英商工青棒隊教練
- 中華民國壘球協會總幹事
- 中華男子壘球隊總教練
- 陸軍棒球隊總教練
- 中華民國棒球協會訓練組組長
- 1984年洛杉磯奧運中華成棒隊總教練
- 1992年巴塞隆納奧運培訓隊助理教練（專任）
- 俊國建設棒球隊首任總教練（業餘）
- 中華民國棒球協會副秘書長
- 台灣壘球協會副會長
- 中華職棒統一獅隊技術顧問
- 中華職棒俊國熊隊技術顧問
- 中華職棒俊國熊隊總教練
- 中華職棒興農牛隊總教練
- 台南高爾夫球場經理

## 外部連結
- 吳祥木在台灣棒球維基館上的頁面（繁體中文）